# Ardisia perreticulata
Ardisia perreticulata C.Chen – gatunek roślin z rodziny pierwiosnkowatych (Primulaceae). Występuje naturalnie w Chinach – w prowincjach Guangdong i Kuangsi). 

## Morfologia
PokrójZimozielone drzewo lub krzew. Dorasta do 1 m wysokości.
LiścieBlaszka liściowa jest skórzasta i ma odwrotnie jajowaty lub lancetowaty kształt. Mierzy 9–14 cm długości oraz 2–5,5 cm szerokości, jest całobrzega, ma klinową nasadę i ostry lub spiczasty wierzchołek. Ogonek liściowy jest nagi i ma 5–7 mm długości.
KwiatyZebrane w wierzchotkach przypominających baldachy, wyrastają na szczytach pędów.
OwocPestkowce mierzące 5-6 mm średnicy, o kulistym kształcie.

## Biologia i ekologia
Rośnie w lasach. 